# Hiievälja
Koordinaten: 58° 34′ N, 22° 34′ O
Hiievälja (deutsch Heidefeldt) ist ein Dorf (estnisch küla) auf der größten estnischen Insel Saaremaa. Es gehört zur Landgemeinde Saaremaa (bis 2017: Landgemeinde Leisi) im Kreis Saare.

## Einwohnerschaft, Lage und Geschichte
Der Ort hat neun Einwohner (Stand 31. Dezember 2011). Er liegt 38 Kilometer nordöstlich der Inselhauptstadt Kuressaare.
Das Dorf wurde erstmals 1561 unter seinem deutschen Namen urkundlich erwähnt.